# Analytisk geometri
Den analytiska geometrin är en gren av geometrin där algebraiska metoder från främst linjär algebra används för att lösa geometriska problem. Att de reella talens algebra kan användas för lösning av geometriska problem vilar på Cantor-Dedekinds axiom.
Metoder från analytisk geometri används inom alla tillämpade vetenskaper, men särskilt inom fysiken, till exempel för beskrivningen av planeternas banor. Ursprungligen behandlade analytisk geometri endast frågor rörande planet och den rumsliga (euklidiska) geometrin. Mera allmänt beskriver den analytiska geometrin affina rum av godtyckliga dimensioner över godtyckliga kroppar.

## Koordinatsystem

Koordinatsystemet är kartesiskt om axlarna är inbördes vinkelräta mot varandra

Grundläggande för analytisk geometri är begagnandet av ett koordinatsystem. Vanligen används ett kartesiskt koordinatsystem .

## Analytisk geometri i R2

### Koordinatsystem och transformationer
Med (x, y) betecknas de ursprungliga koordinaterna och med (x', y') de nya.

#### Parallellförskjutning
Om x0, y0 är koordinaterna för origo i det nya systemet, så gäller:
{\displaystyle x'=x-x_{0},\quad y'=y-y_{0}\,}

#### Rotation
Om rotationsvinkeln {\displaystyle \alpha } räknas positiv (den vinkel som positiva x-axeln behöver vridas för att sammanfalla med positiva y-axeln) blir transformationsformlerna
{\displaystyle x'=x\cos \alpha +y\sin \alpha \quad x=x'\cos \alpha -y'\sin \alpha \,}
{\displaystyle y'=y\cos \alpha -x\sin \alpha \quad y=x'\sin \alpha +y'\cos \alpha \,}

### Avståndet mellan två punkter
Avståndet mellan punkterna (x1, y1) och (x2, y2) är
{\displaystyle {\sqrt {(x_{2}-x_{1})^{2}+(y_{2}-y_{1})^{2}}}\,}

### Arean av en triangel
Om triangelns hörn har koordinaterna (x1, y1),
(x2, y2) och
(x3, y3), är dess area
{\displaystyle \pm T={\frac {1}{2}}{\begin{vmatrix}x_{1}&y_{1}&1\\x_{2}&y_{2}&1\\x_{3}&y_{3}&1\end{vmatrix}}=}
{\displaystyle ={\frac {1}{2}}[x_{1}(y_{2}-y_{3})+x_{2}(y_{3}-y_{1})+x_{3}(y_{1}-y_{2})]\,}
För att T skall vara positiv, måste punkterna (x1,y1),
(x2, y2) och
(x3, y3) följa på varandra i positiv led, det vill säga moturs.

### Delning av en sträcka
Delas sträckan mellan punkterna (x1, y1) och (x2, y2), i förhållandet m/n blir delningspunktens koordinater
{\displaystyle x={\frac {mx_{2}+nx_{1}}{m+n}},\quad y={\frac {my_{2}+ny_{1}}{m+n}}\,}

### Vinkelkoefficienten för en rät linje
Låt {\displaystyle \alpha } vara den vinkel en linje bildar med x-axeln. Om linjen går genom punkterna (x1, y1) och (x2,y2) blir vinkelkoefficienten
{\displaystyle \tan \alpha ={\frac {y_{2}-y_{1}}{x_{2}-x_{1}}};\quad x_{1}\neq x_{2}\,}

### Räta linjens ekvation
Räta linjens ekvation är en förstgradsekvation i x och y och den allmänna formen är
{\displaystyle Ax+By+C=0\,}
Varje ekvation av första graden representerar en linje.
{\displaystyle x=a\,}
betyder en rät linje parallell med y-axeln och
{\displaystyle y=b\,}
är en linje parallell med x-axeln.
{\displaystyle y=k\,x\,}
är en linje genom origo.

#### k-formen
Räta linjen kan skrivas på formen
{\displaystyle y=k\,x+m\,}
om linjen ej är parallell med y-axeln, det vill säga B är nollskild. Här är k linjens vinkelkoefficient
{\displaystyle k=-{\frac {A}{B}},\quad m=-{\frac {C}{B}}\,}
och m y-koordinaten för linjens skärning med y-axeln.

#### Interceptformen
Interceptformens parametrar är linjens skärningspunkter med x-axeln respektive y-axeln och skrivs
{\displaystyle {\frac {x}{a}}+{\frac {y}{b}}=1}
där a är x-koordinaten för linjens skärningspunkt med x-axeln och b är y-koordinaten för linjens skärningspunkt med y-axeln eller
{\displaystyle a=-{\frac {C}{A}},\quad b=-{\frac {C}{B}}\,}

#### Normalformen
{\displaystyle x\cos \alpha +y\sin \alpha -m=0\,}
är normalformen för den räta linjen.
{\displaystyle \alpha } och m bestäms ur
{\displaystyle m=-{\frac {C}{\sqrt {A^{2}+B^{2}}}},}
{\displaystyle \cos \alpha ={\frac {A}{\sqrt {A^{2}+B^{2}}}},\quad \sin \alpha ={\frac {B}{\sqrt {A^{2}+B^{2}}}}}
Kvadratrotens tecken väljs så att m blir positivt.
m är längden av normalen från origo till linjen och {\displaystyle \alpha } är denna normals vinkel med x-axeln.

#### Avståndet från en punkt till en rät linje
Räta linjen skrivs på normalformen
{\displaystyle x\cos \alpha +y\sin \alpha -m=0\,}
Då är avståndet från punkten P med koordinaterna (x1,y1):
{\displaystyle p=\pm (x_{1}\cos \alpha +y_{1}\sin \alpha -m)\,}
där tecknet + väljs om origo och P ligger på olika sidor om linjen.

#### Enpunktsformen
Ekvationen för en rät linje genom punkten (x1, y1) med vinkelkoefficienten k är
{\displaystyle y-y_{1}=k(x-x_{1})\,}

#### Tvåpunktsformen
Ekvationen för en rät linje genom punkterna (x1, y1) och  (x2, y2) är
{\displaystyle y-y_{1}={\frac {y_{2}-y_{1}}{x_{2}-x_{1}}}(x-x_{1})\,}

#### Vinkeln mellan två linjer
Om linjernas vinkelkoefficienter är k1 respektive k2 bestäms vinkeln mellan linjerna av
{\displaystyle \tan \beta ={\frac {k_{2}-k_{1}}{1+k_{1}k_{2}}}\,}

### Plana kurvor
En kurva i ett ortogonalt koordinatsystem ger ett funktionssamband mellan koordinaterna x och y.
Kurvans ekvation kan vara i explicit form
{\displaystyle y=f(x)\,}
i implicit form
{\displaystyle F(x,y)=0\,}
eller i parameterform
{\displaystyle x=x(t),\quad y=y(t)\,}
I polära koordinater {\displaystyle (r,\psi )} blir kurvans ekvation
{\displaystyle r=f(\psi )\,}
eller
{\displaystyle F(r,\psi )=0\,}

#### Tangenten
Vinkelkoefficienten för tangenten till en kurva i rätvinkliga koordinater är lika med funktionens derivata i tangeringspunkten:
{\displaystyle k={\frac {dy}{dx}}={\frac {d\,f(x)}{dx}}\,}

{\displaystyle k=-{\frac {\frac {\partial F}{\partial x}}{\frac {\partial F}{\partial y}}}\,\quad {\text{(implicit form)}}}

{\displaystyle k={\frac {y'(t)}{x'(t)}}\,\quad {\text{(parameterform)}}}

#### Asymptoter
Med en asymptot till en kurva menas en linje sådan att avståndet mellan linjen och en punkt på kurvan går mot noll då punkten går mot oändligheten.
Om en asymptot till kurvan y = f(x) har ekvationen y = kx + m, bestäms k och m enligt
{\displaystyle k=\lim _{x\rightarrow \infty }{\frac {f(x)}{x}},\quad m=\lim _{x\rightarrow \infty }[f(x)-kx]\,}

## Analytisk geometri i R3

### Koordinatsystem
Som koordinatsystem i R3 används tre plan, vanligtvis vinkelräta mot varandra. Planens skärningspunkter kallas x-, y- och z-axlarna. De tre planen betecknas efter ingående axlar som xy-planet, yz-planet och xz-planet .

#### Rätvinkliga koordinater

##### Riktningscosiner
En punkt P:s koordinater (x, y, z) är de vinkelräta avstånden till yz-, xz- och xy-planen.
Om {\displaystyle \alpha ,\,\beta ,\,\gamma \,} är vinklarna mellan ortsvektorn med längden r och axlarna är
{\displaystyle x=r\cos \alpha ,\quad y=r\cos \beta ,\quad z=r\cos \gamma }
där
{\displaystyle \cos \alpha ,\,\cos \beta ,\,\cos \gamma }
är riktningscosinerna vilka betecknas a, b och c och för vilka gäller
{\displaystyle a^{2}+b^{2}+c^{2}=1\,}

##### Vinkeln mellan två riktningar
Om två riktningar är givna, OA1 med riktningscosinerna a1, b1 och c1 och OA2 med riktningscosinerna a2, b2 och c2, så gäller för vinkeln {\displaystyle \theta } mellan OA1 och OA2:
{\displaystyle \cos \theta =a_{1}a_{2}+b_{1}b_{2}+c_{1}c_{2}\,}

##### Rotation av koordinatsystem
Vid övergång från ett rätvinkligt koordinatsystem (xyz) till ett annat (x'y'z') med gemensamt origo men olika axelriktningar och med riktningscosinerna i xyz-planet betecknade
för x'-axeln med {\displaystyle (a',b',c')\,}
för y'-axeln med {\displaystyle (a'',b'',c'')\,}
för z'-axeln med {\displaystyle (a''',b''',c''')\,}
blir transformationformlerna
{\displaystyle {\begin{aligned}x&=a'x'+b'y'+c'z'\\y&=a''z'+b''y'+c''z'\\z&=a'''x'+b'''y'+c'''z'\end{aligned}}{\begin{aligned}\qquad x'&=a'x+a''y+a'''z\\y'&=b'x+b''y+b'''z\\z'&=c'x+c''y+c'''z\end{aligned}}}

##### Avståndet mellan två punkter
Avståndet d mellan punkterna (x1, y1, z1) och (x2, y2, z2) är
{\displaystyle d={\sqrt {(x_{2}-x_{1})^{2}+(y_{2}-y_{1})^{2}+(z_{2}-z_{1})^{2}}}\,}
Om a, b och c är riktningscosinerna för en linje genom de båda punkterna, beräknas dessa som
{\displaystyle a={\frac {x_{2}-x_{1}}{d}},\quad b={\frac {y_{2}-y_{1}}{d}},\quad c={\frac {z_{2}-z_{1}}{d}},\,}

### Plan i R3
Om (x0, y0, z0) är en ortsvektor till en punkt i planet och (A, B, C) en normalvektor till planet, kan planets ekvation skrivas som skalärprodukten av normalvektorn och vektorn (x - x0, y - y0, z - z0):
{\displaystyle (A,B,C)(x-x_{0},y-y_{0},z-z_{0})=0\,}
vilket ger den allmänna formen av planets ekvation som
{\displaystyle Ax+By+Cz+D=0\,}
där D är
{\displaystyle -(Ax_{0}+By_{0}+Cz_{0})\,}
En ekvation av första graden representerar alltid ett plan. Riktningscosinerna för planets normal är
{\displaystyle {\frac {A}{\pm {\sqrt {A^{2}+B^{2}+C^{2})}}}},\quad {\frac {B}{\pm {\sqrt {A^{2}+B^{2}+C^{2})}}}},\quad {\frac {C}{\pm {\sqrt {A^{2}+B^{2}+C^{2})}}}},\,}
Tecknet framför roten väljs så att
{\displaystyle {\frac {D}{\pm {\sqrt {A^{2}+B^{2}+C^{2})}}}}\,} alltid är positiv. Därigenom är normalen riktad mot planets "positiva" sida.

#### Normalform
Genom division med
{\displaystyle \pm {\sqrt {A^{2}+B^{2}+C^{2})}}\,}
erhålls planets ekvation på normalform
{\displaystyle x\cos \alpha +y\cos \beta +z\cos \gamma =p\,}
där {\displaystyle \alpha ,\beta ,\gamma } är de vinklar som planets normal bildar med koordinataxlarna och p är längden av normalen från origo till planet.

#### Vektorform
Ekvationen för ett plan med normalvektorn n, en given punkt r0 och med r som ortsvektor för en godtycklig punkt (x, y, z) i planet är
{\displaystyle (\mathbf {r} -\mathbf {r} _{0})\mathbf {n} =0\,}

### Avståndet från en punkt till ett plan
Punktens koordinater sätts in i planets normalform
{\displaystyle x\cos \alpha +y\cos \beta +z\cos \gamma -p=0\,}
och avståndet är då lika med vänsterledet med tecknet '-' om punkt och origo ligger på samma sida om planet, annars med tecknet '+'.
Exempel:
Beräkna avståndet från punkten (1, -3, 2) till planet
{\displaystyle x+2y-2z+6=0\,}
Planets ekvation i normalform
{\displaystyle {\frac {x+2y-2z+6}{-3}}=0;\quad d={\frac {1-3\cdot 2-2\cdot 2+6}{-3}}=1\,}

### Vinkeln mellan två plan
Vinkeln {\displaystyle \omega } mellan planen
{\displaystyle A_{1}x+B_{1}y+C_{1}z+D_{1}=0\,}
{\displaystyle A_{2}x+B_{2}y+C_{2}z+D_{2}=0\,}
bestäms av ekvationen
{\displaystyle \cos \omega ={\frac {A_{1}A_{2}+B_{1}B_{2}+C_{1}C_{2}}{{\sqrt {A_{1}^{2}+B_{1}^{2}+C_{1}^{2}}}{\sqrt {A_{2}^{2}+B_{2}^{2}+C_{2}^{2}}}}}\,}
Om planens normalvektorer är kända kan skalärprodukten av normalvektorerna användas för att bestämma vinkeln mellan planen:
{\displaystyle \cos \omega ={\frac {\mathbf {n} _{1}\mathbf {n} _{2}}{|\mathbf {n} _{1}||\mathbf {n} _{2}|}}\,}

### Räta linjen
Räta linjen kan betraktas som skärningen mellan två plan och representeras av förstagradsekvationerna
{\displaystyle A_{1}x+B_{1}y+C_{1}z+D_{1}=0\,}
{\displaystyle A_{2}x+B_{2}y+C_{2}z+D_{2}=0\,}
En linje är bestämd av en punkt P = (x0, y0, z0) på linjen och en riktningsvektor u:
I parameterform gäller för en punkt (x, y, z) på linjen:
{\displaystyle (x,y,z)=(x_{0},y_{0},z_{0})+\lambda (a,b,c)\,}
eller
{\displaystyle x=x_{0}+a\lambda \,}
{\displaystyle y=y_{0}+b\lambda \,}
{\displaystyle z=z_{0}+c\lambda \,}
där a, b och c är riktningskoefficienter, eller efter eliminering av parametern
{\displaystyle {\frac {x-x_{0}}{a}}={\frac {y-y_{0}}{b}}={\frac {z-z_{0}}{c}}\,}
I vektorform kan linjens ekvation skrivas
{\displaystyle \mathbf {r} =\mathbf {r} _{0}+t\mathbf {u} \,}

### Kurvor i R3
En kurva i R3 kan framställas på flera sätt:
Som skärningen mellan två ytor:
{\displaystyle F_{1}(x,y,z)=0\quad F_{2}(x,y,z)=0\,}
I parameterform:
{\displaystyle x=x(t)\quad y=y(t)\quad z=z(t)\,}
I vektorform:
{\displaystyle \mathbf {r} =x(t)\mathbf {i} +y(t)\mathbf {j} +z(t)\mathbf {k} \,}
Exempel:
Skruvlinjen kan framställas i parameterform som
{\displaystyle x=r\cos(t)\quad y=r\sin(t)\quad z=kt\,}

#### Båglängd
Längden av ett bågelement på kurvan är
{\displaystyle ds={\sqrt {dx^{2}+dy^{2}+dz^{2}}}\,}
Längden av kurvbågen mellan t0 och t är
{\displaystyle s=\int _{t_{0}}^{t}{\sqrt {x'(t)^{2}+y'(t)^{2}+z'(t)^{2}}}dt\,}

#### Tangent
Tangentens ekvation i vektorform är
{\displaystyle \mathbf {t} =\left({\frac {d\mathbf {r} }{ds}}\right)_{0},\quad \mathbf {r} =\mathbf {r_{0}} +\lambda \left({\frac {d\mathbf {r} }{ds}}\right)_{0}\,}

#### Normalplanet
Ekvationen i vektorform för normalplanet i punkten s är
{\displaystyle (\mathbf {r} -\mathbf {r_{0}} )\left({\frac {d\mathbf {r} }{ds}}\right)_{0}=0\,}

#### Oskulerande planet
I en punkt på en kurva i R3 kan i allmänhet läggas oändligt många tangentplan till kurvan. Det tangentplan som närmast ansluter till kurvan kallas oskulerande planet och har ekvationen
{\displaystyle A(x-x_{0})+B(y-y_{0})+C(z-z_{0})=0\,}
där A, B och C bestäms ur formlerna
{\displaystyle A=y'(s)z''(s)-z'(s)y''(s)\,}
{\displaystyle B=z'(s)x''(s)-x'(s)z''(s)\,}
{\displaystyle C=x'(s)y''(s)-y'(s)x''(s)\,}
eller i vektorform
{\displaystyle (\mathbf {r} -\mathbf {r} _{0})\left({\frac {d\mathbf {r} }{ds}}\times {\frac {d^{2}\mathbf {r} }{ds^{2}}}\right)_{0}=0\,}

#### Principalnormal
Den normal till kurvan som ligger i det oskulerande planet kallas principalnormal. Dess riktning är den samma som för vektorn
{\displaystyle \left({\frac {d^{2}\mathbf {r} }{ds^{2}}}\right)_{0}\,}
Längden av denna vektor benämns krökning K, varför vektorn också kallas krökningsvektor:
{\displaystyle K=\left|{\frac {d^{2}\mathbf {r} }{ds^{2}}}\right|_{0}={\sqrt {\left({\frac {d^{2}x}{ds^{2}}}\right)_{0}^{2}+\left({\frac {d^{2}y}{ds^{2}}}\right)_{0}^{2}+\left({\frac {d^{2}z}{ds^{2}}}\right)_{0}^{2}}}\,}

#### Krökningsradie
Krökningsradien är krökningens inverterade värde:
{\displaystyle R={\frac {1}{K}}={\frac {1}{\sqrt {\left({\frac {d^{2}x}{ds^{2}}}\right)_{0}^{2}+\left({\frac {d^{2}y}{ds^{2}}}\right)_{0}^{2}+\left({\frac {d^{2}z}{ds^{2}}}\right)_{0}^{2}}}}\,}
Den punkt på principalnormalen som ligger på avståndet R från kurvan kallas krökningscentrum och kan i vektorform anges som
{\displaystyle \mathbf {r} =\mathbf {r} _{0}+\left(R^{2}{\frac {d^{2}\mathbf {r} }{ds^{2}}}\right)_{0}=\mathbf {r} _{0}+R\mathbf {n} \,}

### Ytor i R3
En yta i R3 kan skrivas i parameterform
{\displaystyle x=x(u,v)\,}
{\displaystyle y=y(u,v)\,}
{\displaystyle z=z(u,v)\,}
eller i vektorform
{\displaystyle \mathbf {r} =\mathbf {r} (u,v)\,}
Ekvationen kan också vara given på formen
{\displaystyle F(x,y,z)=0\,}
eller
{\displaystyle z=f(x,y)\,}
I det senare fallet kan x och y betraktas som parametrar, varvid ekvationen i parameterform blir:
{\displaystyle {\begin{aligned}x&=u\\y&=v\\z&=f(u,v)\,\end{aligned}}}

#### Linjeelement
{\displaystyle {\begin{aligned}d\mathbf {r} ^{2}&=ds^{2}=dx^{2}+dy^{2}+dz^{2}=\\&=\left[1+\left({\frac {\partial z}{\partial x}}\right)^{2}\right]dx^{2}+2{\frac {\partial z}{\partial x}}{\frac {\partial z}{\partial y}}dx\,dy+\left[1+\left({\frac {\partial z}{\partial y}}\right)^{2}\right]dy^{2}\,\end{aligned}}}

#### Tangentplanets ekvation
Om ekvationen för ytan är
{\displaystyle F(x,y,z)=0\,}
kan tangentplanets ekvation skrivas om tangeringspunkten är (x0, y0, z0):
{\displaystyle (x-x_{0})F_{x_{0}}'+(y-y_{0})F_{y_{0}}'+(z-z_{0})F_{z_{0}}'=0\,}
eller i vektorform som
{\displaystyle (\mathbf {r} -\mathbf {r} _{0})({\text{grad}}\,F)_{0}=0\,}

#### Ytnormalens ekvation
Om ytans ekvation är
{\displaystyle F(x,y,z)=0\,}
så gäller för ytnormalen i punkten (x0, y0, z0):
{\displaystyle {\frac {x-x_{0}}{F_{x_{0}}'}}={\frac {y-y_{0}}{F_{y_{0}}'}}={\frac {z-z_{0}}{F_{z_{0}}'}}\,}
eller
{\displaystyle \mathbf {r} -\mathbf {r} _{0}=\lambda ({\text{grad}}\,F)_{0}\,}